# Hans Kayser
Hans Kayser (Buchau, 1º aprile 1891 – Berna, 14 aprile 1964) è stato un teorico musicale tedesco.Si occupò anche di Teoria dell'Arte ed Estetica.

## Biografia
Hans Kayser fu tra i fondatori della moderna ricerca di base armonica nel XX secolo.
Vita: Hans Kayser nacque nel 1891 a Bad Buchau, secondogenito del Farmacista Gustav Kayser. Nel 1892 si trasferì ,al seguito della famiglia a Sigmaringen per la Farmacia cittadina. A Sigmaringen, che si trova accanto a Bingen- ove Hildegard fu Abbadessa, e forse questo non è un caso-, il giovane Hans frequentò le scuole ed il Ginnasio. Accanto ad esse , egli prese lezioni di Pittura e Musica, (Violoncello). A Singmaringen fu allievo del Direttore musicale Richard Hoff (1873-1940). Dal 1911 studiò Musica e Matematica a Berlino. Fu allievo di Engelbert Humperdinks e dal 1913 anche di Arnold Schoenberg. Da questo momento fino al 1950 realizzò a molte composizioni cameristiche , brani orchestrali e Lieder( si veda: Haase, Ein Leben für die Harmonik der Welt Seiten 134–136).Kayser cambiò il suo indirizzo di studi, e si addottorò nel 1917 con Hans Preuss nell'Università di Erlangen. La sua Tesi su Fra Angelico venne pubblicata nel 1925, poi, come egli stesso disse, "grazieadio non ristampata".
1913: si sposò con Clara Ruda, una studentessa di Canto ebrea. Nel 1914 nacque la prima figlia, Eva, nel 1916 Ruth, e nel 1918 il figlio Tobias, che nel 1920 annegò.
Dopo la fine della guerra, si trasferì con la famiglia a Herrsching am Ammersee.
1919: su richiesta proprio di Anton Kippenberg, fu incaricato della pubblicazione della collana "Der Dom" sulla mistica tedesca, per la casa editirice Insel Verlag.
Da lui ci vengono gli scritti su Jokob Boehme del 1920 e 1924, e su Theophrastus Paracelsus, del 1921 e 1924. Tornato a Berlino,acquistò una piccola Tipografia, ove stampava opere per bibliofili. Per mancanza di danaro, dovette rivenderla dopo pochi anni. Dal 1928 al 1932 lavorò come Cellista/Saxofonista in una Orchestra di Cinema, poi fino al 1933 come Redattore-Feuilletton (di cronaca e di costume) per il Taeglichen Runschau. Già nel 1931 considerò di emigrare, qui verso Helsinki, dove insegnava l'amico filosofo Hermann Friedmann. Poi trovò a Berna il mecenate filosofo Gustav Feuter(1889-1948), proprietario delle realizzazioni di Confezioni per Uomo nella Marktgasse di Berna, che nel 1933 gli rese possibile l'ingresso in Svizzera e (inizialmente per due anni) il permesso di lavorare liberamente. Si sviluppò uno stretto contatto con Paul Klee, che analogamente nel 1933 ritornò in Svizzera,in quanto indicato come Artista Degenerato dal nazismo.
Sono noti anche i suoi incontri con Paul Hindemit( a partire dal 1935 a Olten).
Nel 1940 a Kayser fu tolta la nazionalità dai nazionalsocialisti e visse come apolide, insegnando privatamente a Ostermundigen, fino quando nel 1948 riottenne i diritti civili della sua cittadinanza.
Nel 1953 si trasferì nella sua casa appena costruita a Bollingen. Nel 1961 ottenne il " Oberschwäbischen Kunstpreis" ( Premio d'Arte della Alta Svevia). Dopo la visita ad una esposizione su Charles Sealsfield, nel marzo 1964, si ammalò gravemente, e morì quattro settimane dopo, per le conseguenze di un Infarto cardiaco, nel Tiefenauspital di Berna.

## Harmonik- Armonistica
Le leggi acustico-musicali vengono trattate per presentarle in un esaustivo, universale quadro generale con enfasi forte possibile collegamento di queste leggi con quelle dei Pianeti e delle Sfere, ebbe per inizio con Pitagora da Samo, e questo nell'Antichità e nel Medioevo era un esercizio diffuso, anelato (si veda Armonia delle Sfere), quale nei tempi nuovi pur perdendo di attrattiva, non era completamente scomparso. Dotti che operarono in questa direzione per esempio, furono Pitagora da Samo, i pitagorici, Archita da Taranto, Platone, Cleante, Eratostene di Cirene, Cicerone, Boezio (musica mundana), Johannes Scoto di Eriugena, Jakob von Luettich, Gioseffo Zarlino, Johannes Kepler, Robert Fludd, Athanasius Kircher, e Albert von Thimus.
Dal 1920 Kayser lavorò ad una riformulazione dei Pensatori Pitagorici, e tentò di verificare le conoscenze scientifiche di Keplero (Harmonice Mundi) e di Albert von Thimus, riguardo ad un Ordine Armonicale del Mondo sulle basi di una speculazione metafisica nuovamente da rianimare.
Il punto nodale della costruzione del Mondo sta nelle Leggi di misurazione acustiche, che si lasciano chiarire sulla basandosi sul Monocordo. Il principale obiettivo della Harmonik- Armonistica è, indicare, ricavare piccole proporzioni di numeri interi, Tonzahl (numeri sonori?), come Norme Cosmiche, sonanti, e le conoscenze scientifiche come approcci, spunti per varii campi, come Musicologia, Simbologia dei Numeri, Astrologia, astronomia, Neoplatonismo, Cristallografia, Scienza della Costruzione, Botanica e Zoologia e Fisica Quantistica, per raggiungere una nuova Conoscenza. Esse includevano un Insegnamento Globale (Olistico), che dovrebbe sintetizzare( dottrine, conclusioni) insegnamenti e direzioni filosofiche e teologiche al di là dei confini storici e culturali. In merito a questo, Kayser scrisse nel 1938:
-" In primo luogo l'Armonistica è uno studio della globalità ( intesa come Integrità, pienezza, N.d.T.). Ossia, si tenta di cogliere Mondo e Umanità sotto un unificante, globalizzante sguardo (volto) ed ascolto. Lo strumento (mezzo) di conoscenza per questo è nell'Armonistica il Numero Sonoro.-..."
Così Kayser vede un'esemplificazione nella Teoria dei Quanti di Max Plank, con il suo "incremento, accrescimento" discontinuo, "livelli discreti di energia" , e la Sequenza Armonicale (cfr. trasformata di Fourier) della Teoria Musicale analoga ai Principi delle leggi naturali realizzate, attuate.Anche nel Rapporto fra Dimensioni e Proporzioni Numeriche dei corpi cristallini egli scorge parallelismi con i rapporti armonici fra i suoni. A tal fine Kayser fa riferimento, rimanda agli scritti del Cristallografo Victor Mordechai Goldschmidt ( Ueber Hermonie und Complication, Su Armonia e Complessità) e Christian Samuel Weiss (Betrachtungen der Dimensionverhältnisse in den Hauptkörpern des späroedrischen Systems und ihren Gegenkörpern im Vergleich mit den harmonischen Verhältnissen der Töne) (ossia: Osservazioni sulla relazione fra dimensioni nei corpi principali del sistema sferoedrico ed i loro "controcorpi" (anticorpi?) in comparazione coi rapporti armonici dei suoni, quale evidente analogia fra la loro conoscenza e quella della Teoria musicale. Nella sua opera principale : Lehrbuch der Harmonik, Manuale di Armonistica, ha cercato di dimostrare ciò. Kayser spesso rimarcava , che il concetto Harmonik- Armonistica non andava scambiato con il concetto quasi omonimo , precisamente: "Harmonie" ( vedi anche Gertrud Grunow).
Quel che durante la vita di Kayser era dottrina comunemente rifiutata, ovvero il Dualismo fra Armonici superiori ed Armonici Inferiori o Subarmonici, fu dalla Visione Armonicale nuovamente fondata, motivata, soprattutto dal „Teiltonkoordinatensystem“ ( Sistema di coordinate di divisione del suono) del Labdoma.

## Impatto (Risultati) e Prosecuzione (Continuazione)
Paul Hindemit, che con " Die Harmonie der Welt" ( L'Armonia del Mondo), un'opera che scrisse su Keplero e la sua Rappresentazione Armonicale, discuteva con Kayser e si fece influenzare , sebbene critico in merito a particolari(tecnicismi, cavilli, dettagli) dalle sue concezioni.